# Mykhaïlo Kotsioubynsky
Mykhaïlo Mykhaïlovytch Kotsioubynsky (en ukrainien : Михайло Михайлович Коцюбинський ; ISO 9 : Mihajlo Mihajlovič Kocûbinsʹkij), né le 17 septembre 1864 à Vinnytsia (Empire russe) et mort le 25 avril 1913 à Tchernihiv est un auteur ukrainien dont les écrits décrivent la vie typique dans l'Ukraine du début du XXe siècle. Les premières histoires composées par Kotsioubynsky sont des exemples de réalisme ethnographique. Dans ses œuvres ultérieures, son style devient plus sophistiqué, faisant de lui un des plus talentueux écrivains impressionnistes et modernistes ukrainiens.

## Biographie

### Jeunesse

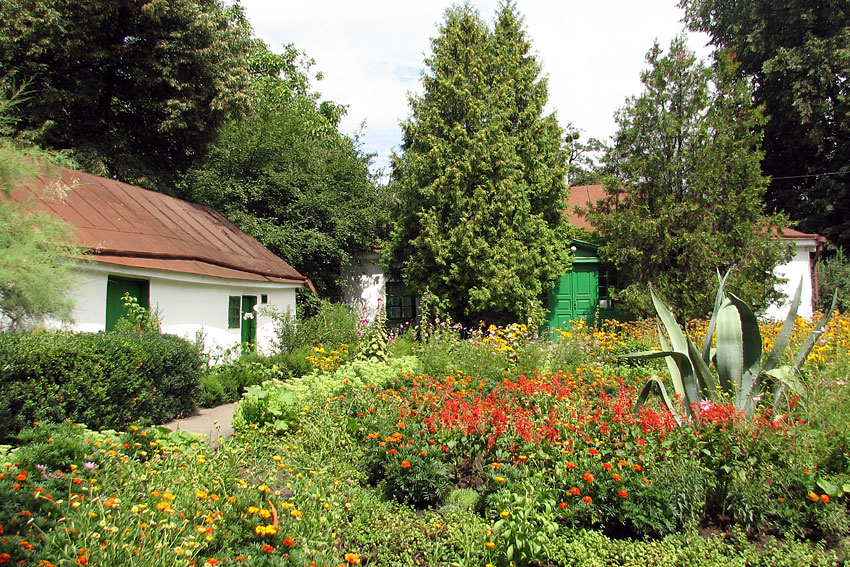
Le Maison natale de Kotsioubynsky à Vinnytsia.

Il grandit à Vinnytsia, ainsi que dans d'autres villes et villages de Podolie, où son père travaille comme fonctionnaire. Il étudie à l'école religieuse de Charhorod de 1876 à 1880, puis au séminaire de Kamianets-Podilskyï, mais il en est exclu en 1882 pour ses activités politiques en lien avec la mouvance socialiste. Il est déjà influencé par le renouveau national ukrainien, et en 1884, il écrit sa première nouvelle en ukrainien, Andriï Soloviïko (en ukrainien : Андрій Соловійко).

### Écriture et engagement
De 1888 à 1890, il est membre de la douma de Vinnytsia. En 1890, il visite la Galicie où il rencontre plusieurs autres figures de la vie culturelle ukrainienne, dont Ivan Franko et Volodymyr Hnatiouk. C'est à Lviv que sa première histoire, Nacha Khatka (en ukrainien : Наша хатка) est publiée.
Durant cette période, il travaille comme précepteur à Vinnytsia et dans les environs. Là, il peut étudier la vie dans les villages ukrainiens traditionnels, thème qui reviendra souvent dans ses œuvres, comme en 1891 dans Na Virou (en ukrainien : На віру), ou en 1901 dans Dorohoïou tsinoïou (en ukrainien : Дорогою ціною).
De 1892 à 1897, il fait partie d'une commission qui étudie l'épidémie de phylloxéra qui touche la Bessarabie et la Crimée. Il est également membre de la fraternité secrète de Tarasovs.

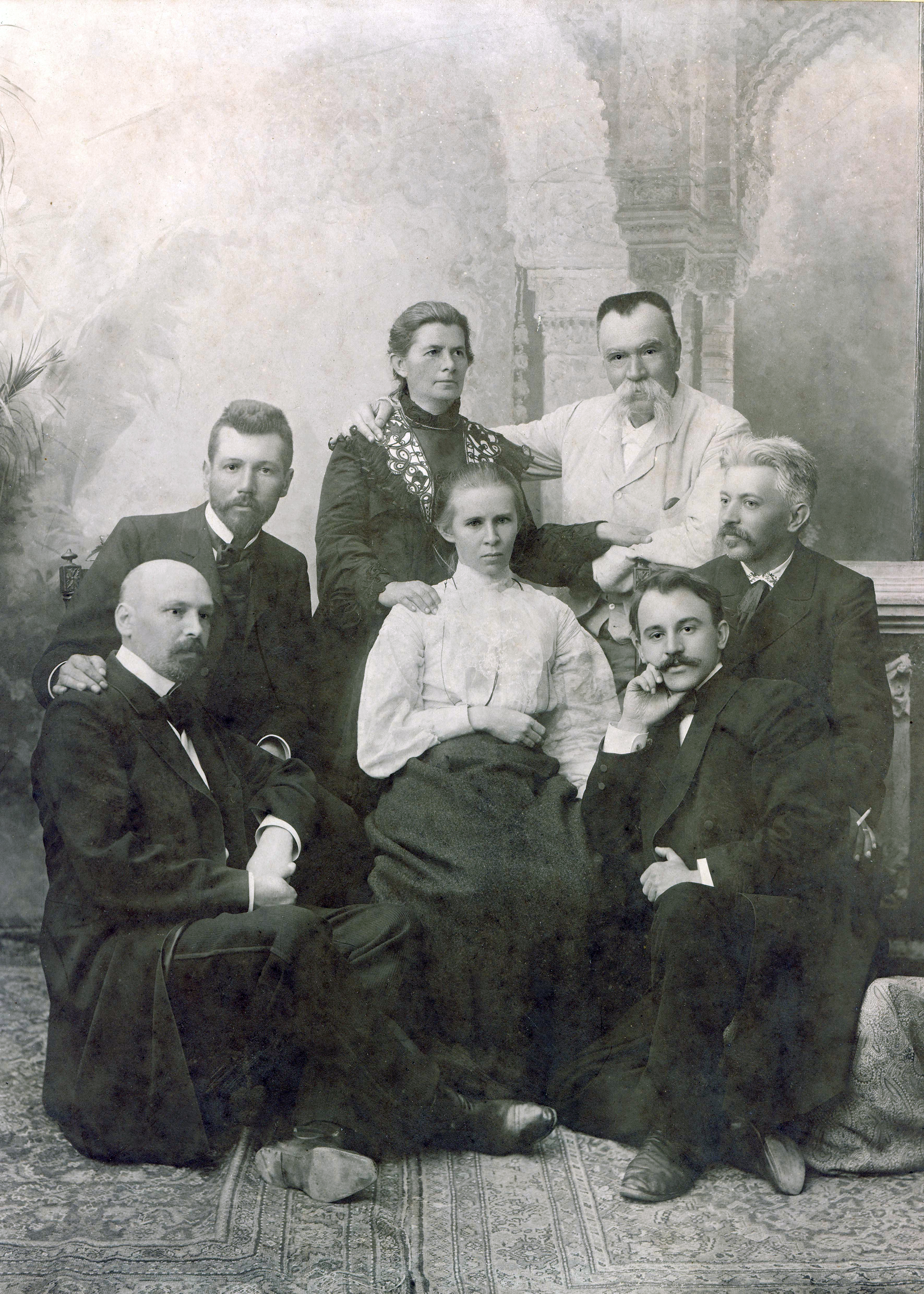
En 1903 avec Olena Ptchilka, Vassyl Stefanyk, Hnat Khotkevytch, Lessia Oukraïnka, Mykhaïlo Starytsky et Volodymyr Samiylenko.

En 1896, il épouse Vira Oustymivna Kotsioubynska (1863 – 1921), avec qui il aura quatre enfants, dont Iouri Kotsioubynsky (en) (1896-1937), officier de l'Armée rouge et cadre du parti communiste d'Ukraine qui sera exécuté lors des Grandes purges, et Oksana Kotsioubynska, qui épousera l'officier soviétique Vitaly Primakov.
En 1898, il s'installe à Tchernihiv, où il travaille comme statisticien pour le bureau des statistiques du zemstvo de Tchernihiv.
Après la révolution de 1905, Kotsioubynsky peut plus facilement critiquer ouvertement le régime tsariste, comme dans Vine idé (en ukrainien : Він іде) et Smikh (en ukrainien : Сміх), écrits en 1906, et dans Persona grata en 1907.
Fata Morgana, en deux parties de 1904 à 1910, est sans doute son œuvre la plus connue. Il y dépeint les conflits sociaux typiques d'un village ukrainien. En tout, Kotsioubynsky publiera une vingtaine de nouvelles. Il participe au démarrage du Club ukrainien qui regroupe des intellectuels ukrainiens.

### Fin de vie
À cause de problèmes de cœur, Kotsioubynsky passe de longues périodes à Capri entre 1909 à 1911. Il visite la Grèce et les Carpates. En 1911, la Société des amis du savoir, de la littérature et de l'art ukrainien lui accorde une pension qui lui permet de cesser de travailler pour se consacrer uniquement à l'écriture. Mais sa santé se détériore, et il meurt deux ans plus tard. Il sera enterré sur le territoire du parc mémorial Boldina Gora de Tchernihiv.

## Hommages

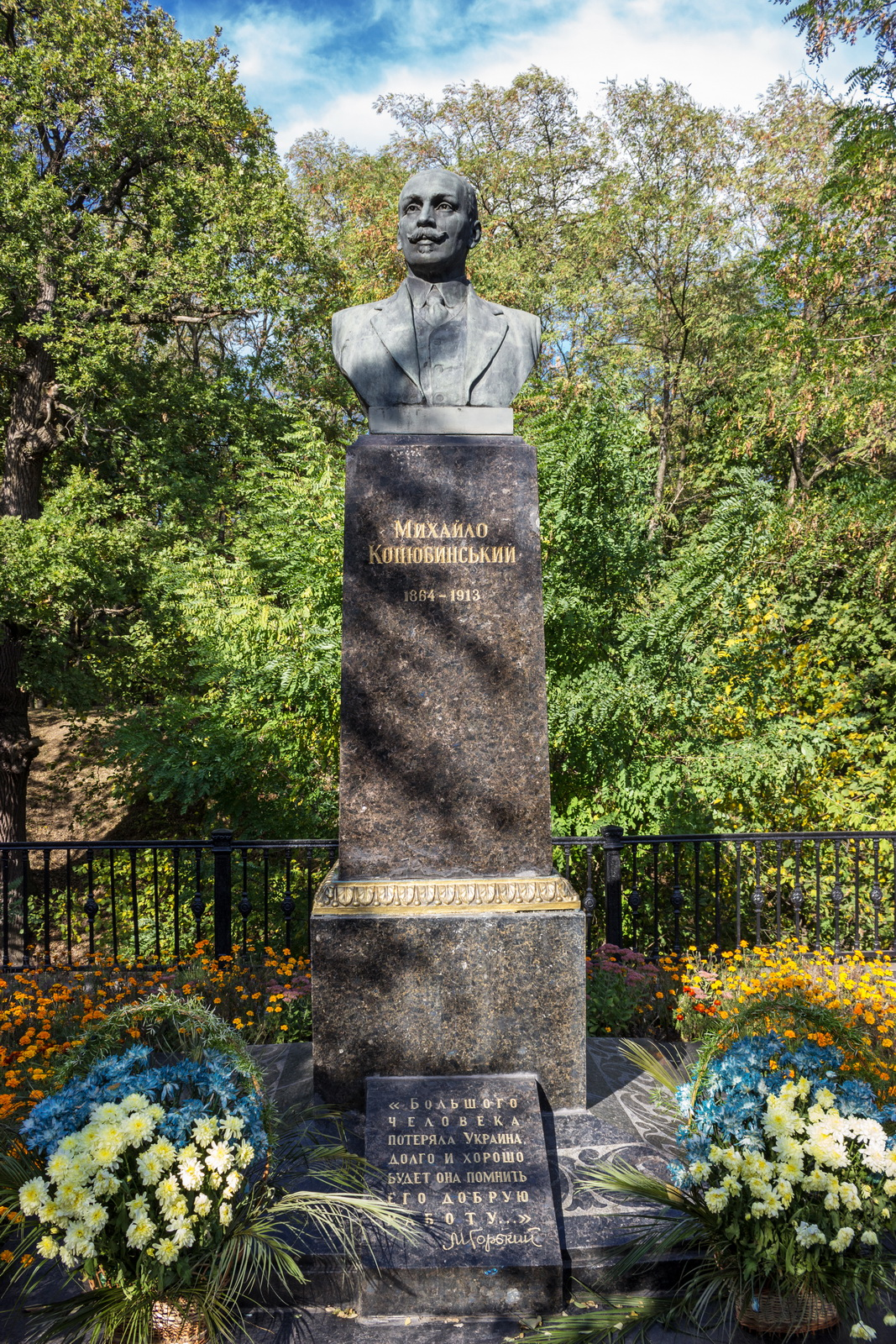
Son buste aux Monts Boldina.

Plusieurs films soviétiques ont été inspirés par des nouvelles de Kotsioubynsky, comme le film Les Chevaux de feu (en ukrainien : Тіні забутих предків, littéralement Les Ombres des ancêtres disparus), réalisé en 1964 par Sergueï Paradjanov,.
Deux musées consacrés à Mykhaïlo Kotsioubynsky ont été ouverts : le premier à Vinnytsia, dans sa maison natale existe depuis 1927 ; le second, créé en 1935, se trouve dans la maison qu'il a occupée à Tchernihiv.

## Publications

### Ouvrages traduits en français
- Ombres des ancêtres oubliés, «les Chevaux de feu»[8] ; réédition sous le titre Les Chevaux de feu : les ombres des ancêtres oubliés, traduit de l'ukrainien et préfacé par Jean-Claude Marcadé ; illustrations de H. V. Yakoutovytch, Lausanne / Paris, L'Âge d'Homme, coll. « Classiques slaves », 2001, 99 p. ; réédition, Paris, Éditions Noir et Blanc, coll. « La Bibliothèque de Dimitri », 2022, 96 p.  (ISBN 978-2-88250-790-7)
- Sur le rocher[8]
- Nouvelles[9]
- Fata Morgana : images de la vie paysanne[10]